# Воксал (парк в Твери)
Парк «Воксал» — один из старейших парков города Твери. Известен с XVIII века. Расположен между Вокзальной улицей (которая поэтому и получила такое название) и Смоленским переулком, рядом с тверской мечетью и сквером героев Чернобыля.

## Происхождение названия
В старину словом «воксал» называли развлекательный парк или здание, в котором непременно играла музыка. Первый воксал появился в поместье Воксхолл близ Лондона, отсюда и название. В парке устраивались балы, спектакли, концерты и гуляния для английской знати. Позднее парк стал общественным и в него допускались все жители Лондона. В XVIII веке воксалы распространились по всей Европе.
В России первый воксал был открыт в Москве в 1774 году антерпренёром Мельхиором Гроти. Летом «бывало тут публичное собрание для благородных, два раза в неделю, где давали балы и представлялись театральные пиесы».

## История парка
Заложен в 1776 году по распоряжению графа Якова Ефимовича Сиверса, который был в то время тверским и новгородским губернатором. В 1810 году воксал был реконструирован (предположительно по проекту Карла Росси). В этом же году в парке состоялся бал, на котором присутствовал император Александр I. Весь сад был иллюминирован, а с противоположного берега Волги запускался фейерверк.
В 1779—1785 годах в парке по проекту архитектора Фридриха Штенгеля было построено здание больницы. В 1817—1818 году оно было перестроено под театр. Но театр просуществовал недолго, вскоре здание было заброшено и пустовало до 1867 года, когда здесь была открыта губернская больница. Среди деревьев парка есть дуб, возраст которого — более трёхсот лет.

## Состояние парка в настоящее время
Больница располагалась в парке до 2007 года, после чего почти все здания, кроме одного, были заброшены. Территория и здания находятся в неудовлетворительном состоянии и требуют серьёзных работ по благоустройству. Здание больницы XVIII века руинировано.
Неудовлетворительное состояние зданий было показано в феврале 2016 года в программе Андрея Новичкова «Наступление на наследие» в ходе проверки города Тверь на сохранение памятников истории и архитектуры.